# Флаг Аксайского района
Флаг муниципального образования «Акса́йский район» Ростовской области Российской Федерации.
Флаг района — опознавательно-правовой знак, составленный и употребляемый в соответствии вексиллологическими (флаговедческими) правилами, и являющийся официальным символом района как муниципального образования на территории Ростовской области, символизирующий его достоинство и административное значение, единство его территории и населения, историческую преемственность, а также права органов местного самоуправления района.

## Описание
Флаг муниципального образования «Аксайский район» представляет собой полотнище, ширина и длина которого соотносятся как 2:3.
Полотнище разделено по горизонтали на две неравные части: верхняя — жёлтая, несущая со смещением к древку изображение возникающего государственного орла Российской Империи, — имеет ширину в 1/4 ширины полотнища; нижняя разделена на красную (у древка) и голубую (у свободного края) части смещённым к древку и вертикально расположенным белым клином, несущим изображение голубого с жёлтыми (цвета охры) деталями шлема и возникающего красного зубчатого колеса из герба района. Ось изображения орла совпадает с осью белого клина и расположена от древка на расстоянии 2/9 длины полотнища. Все контуры и линии прорисовки шлема и колеса — пурпурные (бордового цвета).

Оборотная сторона флага является зеркальным отображением его лицевой стороны.

## Обоснование символики
Шлем-ерихонка введён в воспоминание о князе Игоре, который отсиживал в плену на Кобяковом городище (ныне — на территории района). Имперский орёл попал на флаг по праву геральдического преемства из герба Черкасска (ныне станица Старочеркасская в составе района) как столицы области Войска Донского, пожалованного (герба) Александром в 1803 году.